# Laserová dioda

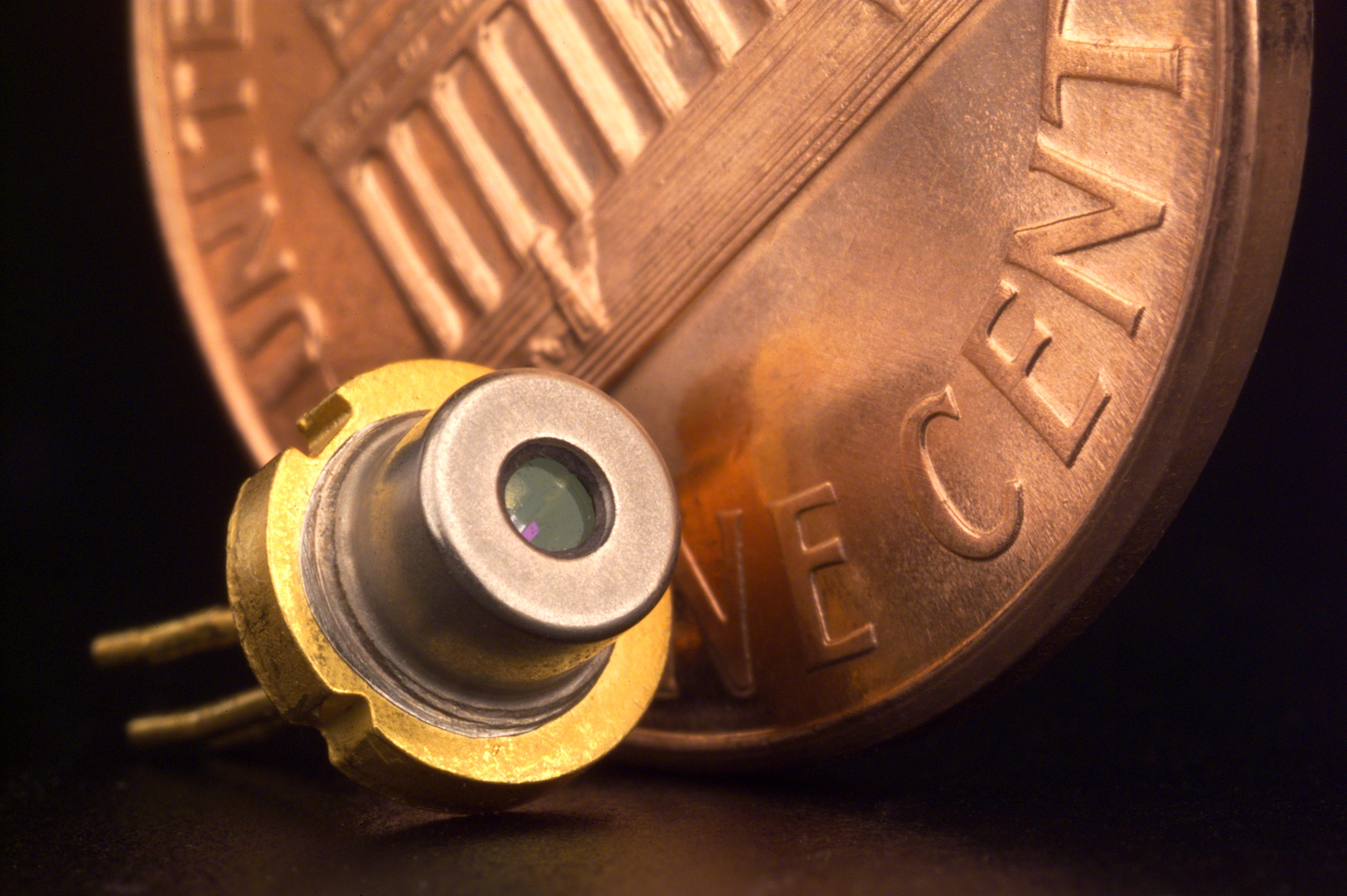
Laserová dioda v pouzdře, pro srovnání velikosti s dolarovým centem

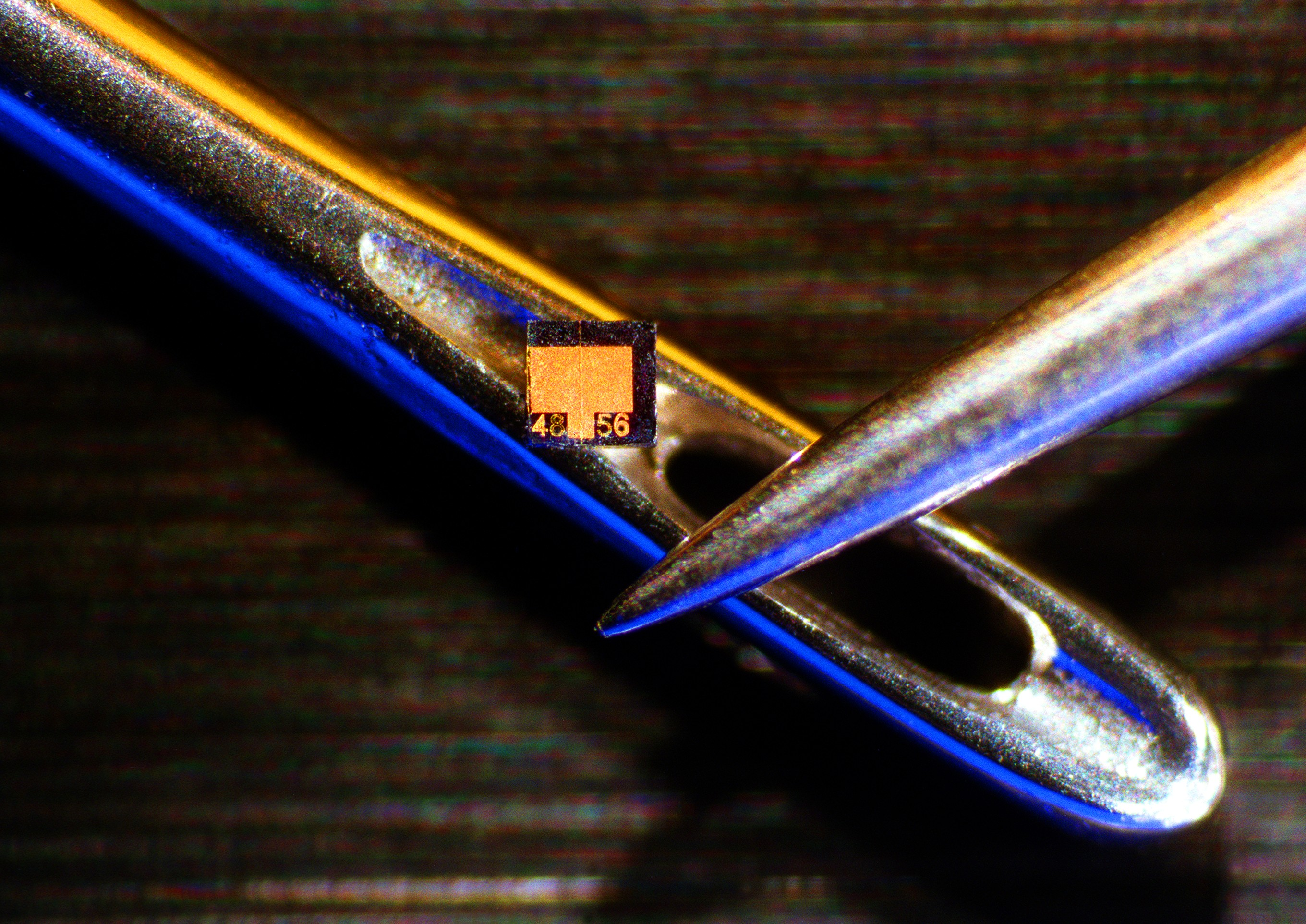
Samotný čip laserové diody na oušku jehly

Laserová dioda nebo též polovodičový laser je polovodičová dioda, na jejímž PN přechodu dochází k přeměně elektrické energie na světlo. Na rozdíl od LED diod se generuje světlo odpovídající svými vlastnostmi světlu laseru, tj. má výrazně užší spektrum (je výrazně monochromatické), je koherentní atp.).

## Princip
Funkce laserové diody je stejně jako funkce ostatních laserů založena na procesu stimulované emise. Aktivním prostředím je zde okolí PN přechodu, kde dochází k injekci elektronů a děr. Doba života elektronů a děr je pro polovodičové materiály typicky několik nanosekund. Poté dojde k rekombinaci za současného vyzáření fotonu v náhodném směru a o náhodné fázi a polarizaci (případně k absorpci energie z rekombinace krystalovou mříží ve formě tepla). Ke stimulované emisi dochází v případě, že do prostředí přijde foton s energií rovnou rozdílu příslušných energetických hladin ještě předtím, než dojde k rekombinaci (a případné spontánní emisi). V takovém případě tento foton takzvaně stimuluje přechod elektronu do nižší energetické hladiny a tedy i emisi dalšího fotonu, tentokrát stejného směru, fáze i polarizace jako má foton stimulující. Důležitým parametrem laserové diody souvisejícím se stimulovanou emisí je tzv. prahový proud (případně prahové napětí). Pod hodnotou prahového proudu dochází pouze ke spontánní emisi a tedy ke generaci nekoherentního záření, naopak s proudem, který dosáhne kýžené hodnoty, prudce vzrůstá výkon diody a dochází ke stimulované emisi a produkuje se koherentní záření. Hodnoty prahového proudu jsou obyčejně v rozmezí 40-250 mA (prahové napětí okolo 1,8 V), nicméně je značně závislé na teplotě; prahový proud roste s teplotou přibližně 15 % na 1 °C.
Stejně jako u ostatních typů laserů i zde je třeba optického rezonátoru, kde dochází k zesílení světelného záření díky stimulované emisi. U laserových diod plní roli zrcadel odštípnutí krystalu v krystalografických rovinách (v některých polovodičových laserech se z důvodu zvýšení kvality generovaného záření používá místo zrcadel hranol či difrakční mřížka, viz DFB lasery). Tím vzniká tzv. Fabry-Perotův rezonátor.
Než je světlo vyzářeno z dutiny polovodiče, několikrát se odrazí od krajních zrcadel, přičemž prochází aktivním prostředím tam a zpět. Tak dochází k zesílení záření díky stimulované emisi (ale také ke ztrátám vlivem absorpce a nedokonalého odrazu na koncích). Zároveň vlivem destruktivní a nedestruktivní interference vln, získává světlo uvnitř dutiny charakter stojatého vlnění a ustaluje se v tzv. módech či videch. Ty mohou nabývat pouze takových vlnových délek, že rozměry rezonátoru jsou rovny celým násobkům poloviny daných vlnových délek. Vlastnosti diody jsou tedy mimo jiné určeny geometrií dutiny. Obyčejně je ve svislém směru natolik úzká, že umožňuje pouze jediný mód, naopak ve vodorovném směru, pokud je dostatečně široká vzhledem k vlnové délce generovaného světla, umožňuje módů více; potom se laser nazývá vícevidovým. Těchto laserů se používá je-li třeba velké energie a nevadí rozbíhavost paprsku (např. tisk, buzení chemických látek či jiných laserů). Některé laserové diody generují jedinou vlnovou délku, která se však nepatrně mění s proudem a teplotou. Generovaná vlnová délka závisí kromě velikosti dutiny také na šířce zakázaného pásu použitého polovodiče.
Paprsek vycházející z čipu diody je značně rozbíhavý a to nesymetricky (30° ve svislém směru, 10° ve vodorovném). Pro získání nerozbíhavého (kolimovaného) paprsku je tedy třeba použít čočky. Navíc je-li vyžadován paprsek kruhového průřezu, je nutné použít z důvodu asymetrie paprsku cylindrické čočky. Je-li totiž použita symetrická čočka, výsledkem je eliptická stopa, což je dobře patrné u běžných laserových ukazovátek.

## Struktura a materiály

Obr. 1 Struktura jednoduché laserové diody (poměr tlouštěk vrstev není realistický)

Velmi důležitým parametrem, který určuje vlastnosti diody je materiál, z něhož je vyrobena. Pravděpodobnost zářivé rekombinace (ať už se jedná o spontánní nebo stimulovanou emisi) je mnohonásobně větší pro polovodiče s tzv. přímým přechodem (kde minimum vodivostního pásu je při stejném vlnovém čísle jako maximum pásu valenčního). Do této kategorie spadají polovodičové sloučeniny, např. Galium arsenid, Indium fosfid, Galium antimonid nebo Galium nitrid. Naopak jednoprvkové polovodiče jako křemík nebo germanium jsou polovodiče s tzv. nepřímým přechodem (kde jsou minima a maxima příslušných energetických pásů vzájemně posunuta), u nichž je pravděpodobnost zářivé rekombinace malá.
Dioda, vyrobená z jediného materiálu (ať jednoprvkového nebo sloučeniny), Obr. 1, je velmi neefektivní a může pracovat pouze v impulsním režimu, neboť pro její funkci je třeba dodávat takové množství energie, které by ji kontinuálním režimu zničilo. Pro zlepšení vlastností přechodu a možnosti použít diodu v kontinuálním režimu se využívá tzv. heteropřechodu, kdy je přechod tvořen dvěma různými materiály s velmi blízkou mřížkovou konstantou, ale různou šířkou zakázaného pásu.

### DH lasery

Obr. 2 Struktura jednoduchého DH laseru

V DH laserech (z anglického Double Heterostructure, tedy dvojí heteropřechod) je přechod z materiálu s užším zakázaným pásem obklopen dvěma vrstvami materiálu se širším zakázaným pásem (Obr. 2). Běžně používanou kombinací je GaAs s AlxGa(1-x)As. Výhodou DH laseru je, že aktivní oblast je soustředěna do tenké střední vrstvy, obklopené velkými potenciálovými bariérami, čímž se zesilování záření účastní více párů elektron-díra, které se „neroztékají“ do okolních vrstev. Navíc se díky „vhodným“ indexům lomu odráží světlo od heteropřechodů zpět do aktivní oblasti. Účinnost těchto laserů se pohybuje okolo 75 %.

### QW lasery

Obr. 3 Struktura SCH laseru

QW lasery (z anglického Quantum well, kvantová jáma) jsou speciálním případem DH laserů, kdy prostřední vrstva lišící se materiálem od ostatních vrstev je tak tenká, že spolu s okolními vrstvami tvoří pravoúhlou potenciálovou jámu, v níž mohou elektrony nabývat pouze určitých diskrétních hodnot energií. Běžná tloušťka vnitřní vrstvy je okolo 10 nm, což zapříčiňuje velmi úzkou spektrální charakteristiku. Další výhodou je nižší teplotní závislost prahového proudu a jeho celkově nižší hodnota (desetiny až několik málo desítek mA). Pro lepší omezení světla v aktivní oblasti se používá dalších dvou vrstev s nižším indexem lomu, jež obklopují dosavadní tři vrstvy (tzv. SCH, Separate Confinement Heterostructure, Obr. 3). Účinnost dosahuje hodnot vyšších než 80 %.

### DFB lasery
U DFB laserů (z anglického Distributed FeedBack, rozprostřená zpětná vazba) je těsně u aktivní vrstvy naleptána difrakční mřížka, která plní roli optického rezonátoru, takže není třeba odrazů od faset krystalu (proto alespoň jedna z nich bývá pokryta antireflexní vrstvou). Difrakční mřížka navíc působí jako optický filtr, takže je zpět do aktivní oblasti odráženo jen velmi úzké spektrum vlnových délek (menší než 1 nm). Vlnová délka je určena mřížkovou konstantou, aby byla splněna Braggova difrakční podmínka {\displaystyle n\lambda =k\Lambda }, kde n je index lomu, λ vlnová délka světla, Λ mřížková konstanta a k celé číslo. Hojné uplatnění našel tento typ laserových diod v optických komunikacích.

### VCSEL

Obr. 4 Struktura VCSEL, na obou stranách aktivní oblasti jsou Braggova zrcadla (optické mřížky)

Na rozdíl od hranově vyzařujících laserů (vyzařují paprsek rovnoběžný s aktivní vrstvou), vyzařují VCSEL (Vertical-Cavity Surface-Emitting Lasers) kolmo k rovině aktivní vrstvy (Obr. 4). Jelikož vyzařují z horní části čipu, je možné je testovat již na čipové „oplatce“, což snižuje náklady na výrobu. Dalšími výhodami tohoto uspořádání je menší rozbíhavost vycházejícího paprsku (~10 ° oproti ~30 ° u hranově vyzařujících laserů). Vysoká odrazivost Braggových zrcadel (mřížek) snižuje hodnotu prahového proudu, na druhou stranu klesá i vyzařovaný výkon. Účinnost těchto laserů je okolo 80%.

## Použití
Laserové diody mají jakožto nejběžnější zástupce laserů široké uplatnění v mnoha odvětvích. Jejich úspěch spočívá především v nízkých nákladech na výrobu, možnosti použití v integrovaných obvodech (malá velikost, možnost nízkého napájecího napětí), vysoká účinnost a možnost modulace o frekvencích řádu GHz.
Díky výše zmíněným vlastnostem se hojně používají v telekomunikacích v optických vlnovodech. Používají se v laserovým měřičích vzdáleností od běžných (měřících centimetry až metry) až po drahé přístroje používané například k měření vzdálenosti družic od Země. Laserové diody najdeme v čtečkách čárových kódů, stejně jako ve známých laserových ukazovátkách. Používají se také v tiskovém průmyslu, kde slouží jako zdroje osvětlení při skenování, ale také pro rychlý tisk s vysokým rozlišením v laserových tiskárnách. Infračervené a červené laserové diody jsou v CD a DVD přehrávačích a mechanikách, fialové se potom používají u HD DVD a Blu-ray technologiích. Vysokovýkonové laserové diody se uplatňují v průmyslových oblastech k řezání, obrábění, svařování či buzení jiných laserů, ale také například v lékařství v chirurgii nebo fotodynamické terapii. Další aplikace jsou dezinfekce (ultrafialové), zbraňové systémy, kvantová kryptografie, laserové televize nebo holografie.

## Historie
Prvním, kdo demonstroval emisi koherentního světla z polovodiče byl Robert N. Hall, který toho dosáhl se svým týmem ve výzkumném centru společnosti General Electric v roce 1962. Ještě téhož roku se podařilo Nicku Holonyakovi jako prvnímu předvést emisi viditelného světla. Další výzkumy probíhaly hlavně v laboratořích IBM, Lincolnových laboratořích MIT, Texas Instruments a RCA. Na začátku 60. let byla Herbertem Nelsonem z RCA laboratoří vynalezena kapalná epitaxe (Liquid Phase Epitaxy), která umožnila vytváření vysoce kvalitních heteropřechodů (ty byly objeveny už v průběhu 50. let Herbertem Kroemerem z RCA laboratoří). Tato technika se rozšířila a používala několik let při výrobě laserových diod, až byla v 70. letech nahrazena plynnou epitaxí z organokovových sloučenin (MetalOrganic Vapour Phase Epitaxy) a epitaxním růstem z molekulárních svazků (Molecular Beam Epitaxy).
První laserové diody byly homostrukturní, tedy jejich přechod byl tvořen jediným materiálem. U těchto diod byla příliš vysoká hustota prahového proudu na to, aby mohly být provozovány v kontinuálním režimu. S vynálezem heterostruktury a použitím jednoho heteropřechodu v laserových diodách pomocí LPE se podařilo hustotu prahového proudu snížit 10krát, což však stále nestačilo pro provozování laserových diod v kontinuálním režimu při pokojové teplotě. Až roku 1970 použili současně Žores I. Alfjorov s Dmitrijem Z. Garbuzovem z fyzikálně-technického institutu v Leningradu a Morton Panish s Izuem Hayashim z Bellových laboratoří (USA) dvojího heteropřechodu, čímž se hustota prahového proudu snížila na takovou hodnotu, že diody mohly pracovat v kontinuálním režimu.
Alfjorov a Kroemer pak získali v roce 2000 společnou Nobelovu cenu za fyziku.